# Лицей № 1511
Университетский лицей № 1511 Предуниверситария НИЯУ «МИФИ» — структурное подразделение со статусом школы при МИФИ на юге Москвы. Свою историю лицей начинает с 1982 года, когда при содействии Московского инженерно-физического института (МИФИ) была образована ФМШ № 542 (Средняя общеобразовательная школа № 542 с углублённым изучением физики и математики при МИФИ).
Лицей входит в состав Предуниверситария НИЯУ «МИФИ» как структурное подразделение Университетский лицей № 1511 Предуниверситария НИЯУ МИФИ .

## История создания
Поводом для создания лицея послужило то, что с начала 1980-х годов качество поступающих в МИФИ начало резко падать, особенно это касалось физики. При институте в то время были подготовительные курсы и вечерняя физико-математическая школа, в которой велась подготовка к поступлению в МИФИ. Эти занятия посещали около 2—2,5 тысяч учащихся 10—11 классов. Но курсов и вечерней школы было мало, поэтому у администрации института появилась идея создать свою профильную физико-математическую школу только для старших классов. Для этого надо было пройти согласование с вышестоящими инстанциями. Проблема была в том, что в то время все школы были организованы по однотипному уставу (по одним документам), никаких «вольностей» в учебном и организационном плане не допускалось. Решение вопроса о создании физико-математической школы при МИФИ взял на себя ректор института В. М. Колобашкин.
Вопрос о необходимости создания такой школы (хотя бы в порядке эксперимента) и утверждения Положения о ней решался на уровне министерства образования РСФСР. Данный вопрос был решён сотрудником МИФИ Штанько Сергеем Дмитриевичем. Он изучил все нормативные акты системы народного образования и успешно доказал необходимость организации профильной физико-математической школы при МИФИ на всех уровнях руководящих органов народного образования.

## Открытие лицея
При открытии школы ей было присвоено название Московская городская школа с углубленным изучением математики и физики при Московском инженерно-физическом институте и номер 542. Занятия начались 1 сентября 1982 года.
В октябре 1984 года произошла смена ректора МИФИ. Им был назначен Александр Всеволодович Шальнов. Решение всех проблем, связанных с новым учреждением, он поручил двум проректорам:
- Ивану Трофимовичу Гусеву — проректору по учебной работе;
- Борису Алексеевичу Горелову — проректору по хозяйственно-административной работе.

Весной 1985 года партком МИФИ принял решение о необходимости ремонтно-восстановительных работ в здании школы, дооборудовании лабораторий и оформлении школы. Было принято решение и об укреплении руководства школы. Летом этого же года силами студентов Подготовительного отделения под руководством Самоварщикова Юрия Владимировича и Новомлинской Ирины Сергеевны (коменданта здания с 1982 года) создана и серьёзно улучшена материально-техническая база школы. Были сделаны перепланировка и оформление кабинетов, прокладка дополнительного электрического кабеля для питания лабораторий, настил паркета, мрамора и фальшполов, обновлена мебель.
При утверждении проекта Положения о физико-математической школе при МИФИ в поисках компромисса договорились до того, что МИФИ строит здание и выделяет преподавателей для работы в школе, а Главное управление Народного образования не обращает внимание на некоторые «вольности» в учебных планах и организации учебного процесса.
Первым директором школы был назначен преподаватель кафедры высшей математики МИФИ Владислав Дмитриевич Михайлов.
По сути, у школы было двойное управление. С одной стороны, она подчинялась непосредственно Главному управлению народного образования города Москвы (в лице заместителя начальника Леонида Петровича Шило), куратором школы была Светлана Николаевна Коровина. Со стороны МИФИ школу курировал Центр профориентации молодёжи под руководством Сергея Александровича Кохтева.

## Отличия от обычной школы
Ещё в 1963 году при Московском и Ленинградском университетах, а позже и в Новосибирске, были созданы специнтернаты для одарённых детей. Но, в отличие от этих учебных заведений, в школу 542 можно было поступить любому учащемуся, при наличии у него лишь желания.
Школа при МИФИ отличалась от других школ Москвы. Прежде всего, она была хорошо технически оснащена: химические и физические лаборатории, вычислительный центр (мини-ЭВМ с 15-ю дисплеями, и это в 1982 году). Институт также оказывал поддержку школе. МИФИ и его преподаватели привнесли в школу новые технологии, свои учебные пособия, высокий уровень знаний и требований, а также новое, уважительное отношение к ученикам. Были введены и новые формы организации учебных занятий: лекции, семинары, лабораторные работы.
Лицей с первых дней не подходил под существовавший стандарт общеобразовательного учебного заведения, поскольку влияние МИФИ на школу было очень сильным. Проблема была в том, что в начале 1980-х годов вузовская и общеобразовательная системы были закрыты друг для друга, методы воспитательной работы отличались в этих системах.
МИФИ был одним из первых вузов, который не стал навязывать свои методы работы школе, а попытался разобраться и понять, что собой представляет школа и чем ей можно помочь. Институт никогда не брал на себя функцию управления школой, предпочитая действовать посредником работающих в школе преподавателей.
Руководство городского образования с пониманием отнеслось к процессу становления физико-математической школы. Потребовалось 8—10 лет, чтобы это произошло. Большую помощь и поддержку на протяжении всех лет оказывали Светлана Николаевна Коровина и Светлана Яковлевна Кривошеева.
Лицей так и остался образовательным учреждением с двойным подчинением — Департаменту образования города Москвы и НИЯУ МИФИ.

## «Золотой век» лицея
Дальнейшие проблемы у лицея были связаны с учебным планом. В то время необходимо было предъявлять методистам народного образования план учебных занятий в школе. Начались споры между методистами МИФИ и методистами народного образования, кто должен выполнять эту работу. Особые вопросы касались количества учебных часов преподавания физики, математики, информатики. В частности, уроки информатики в советской школе впервые были введены в ФМШ № 542. Но профессиональный уровень подготовки учителей лицея был высоким, и это помогало решать спорные вопросы.
На этом проблемы не кончились. Первый набор 1982 года, который начал обучение в лицее, был небольшой — всего 4 класса по 30 человек. О готовности школы поступающие узнали совсем незадолго до начала учебного года, особой рекламы не было. Тем не менее, лекции, семинары и лабораторные работы по профильным предметам были введены в лицее сразу.
Среди преподавателей было около 70 % вузовских и только ~30 % обычных учителей. Вузовские преподаватели ничего не понимали в школьных делах: отчёты, журналы; а тут ещё слабая дисциплина (отсутствие знания подростковой психологии и умения работать с детьми этого возраста). Школа начала разваливаться. Надо было что-то менять, так как здесь не дети попадали в какие-то определённые условия (как в вузах), а преподаватели. Поэтому учителя, не выдерживая, начали уходить. Уходит со своего поста и Михайлов В. Д.
В 1983—85 годах директором школы была назначена учитель математики Ирина Вениаминовна Ширстова. Заместителем директора была назначена учитель истории Сидорова Татьяна Михайловна. Весна 1984 года для школы была критической:
- выплыли все строительные недоделки (быстрое строительство оказалось некачественным);
- «демократические» методы работы с детьми, привнесённые институтскими преподавателями, оказались преждевременными;
- большое количество вузовских преподавателей были не объединены в единый коллектив;
- конфликты с учителями (по поводу разницы в оплате труда);
- двойное управление школой.

Поскольку проблемы вылились за пределы школы, на неё начали оказывать давление районные партийные органы, органы управления образования и т. д., которое продолжалось в течение года.
Из первых двух выпусков все выпускники школы, подавшие документы в МИФИ, поступили в этот институт. При этом, преподаватели МИФИ отмечали высочайший уровень подготовки и дисциплины выпускников данной школы.
В сентябре 1985 года директором школы была назначена Галина Викторовна Филиппова. Она обладала большим опытом директора-управленца общеобразовательной школы. С её помощью была приведена в порядок вся документация, распределены обязанности, был привнесён некоторый дух общеобразовательной школы. Но вместе с тем появились и недостатки, которые противоречили первоначальной идее физико-математической школы.
В течение 5 лет школа № 542 была единственной в Москве, имеющей такую необычную по тем временам структуру, что вызвало определённое беспокойство в плане перспективы её существования. Поэтому школа охотно делилась со всеми заинтересованными сторонами своими достижениями вплоть до того, в какой кабинет и к кому нужно подойти, чтобы подписать тот или иной документ, не говоря уже о планах, программах, оборудовании, чертежах и прочем. Другим вузам, естественно, было уже легче организовывать что-то подобное. Так появились школы при МЭИ, МВТУ, МАДИ и других учреждениях высшего образования.
На заре компьютеризации образования в 1985 году школа принимала делегацию пятнадцати министров образования Союзных республик, демонстрируя силами собственных учащихся, что дети вполне могут освоить и использовать вычислительную технику в учебном процессе.
Короткий период в 1989—1990 годах пост директора занимал кандидат технических наук Самоварщиков Юрий Владимирович, завершая «золотое время» развития лицея.

## В наши дни
С 1990 года лицей возглавил Селезнёв Евгений Фёдорович, преподаватель начальной военной подготовки. Под его руководством лицей прошёл сквозь тяжёлый период развития страны. Благодаря его умению находить общий язык с руководством районных и городских властей лицей смог не растерять техническую базу, переоборудовать вычислительный центр и сохранить дух и признание лицея, достигнутое за годы его существования. Евгений Фёдорович оставался бессменным директором лицея на протяжении более чем десятилетия, вплоть до своей смерти.
В 2004 году пост директора занял учитель математики Шевченко Сергей Геннадьевич. Сергей Геннадьевич покинул свой пост спустя два года.
С 2006 года возглавляла Кирсанова Наталья Алексеевна. Была направлена в лицей из Министерства образования.
С 2011 года лицей возглавлял Елютин Сергей Олегович. Одновременно с приходом Сергея Олеговича руководство НИЯУ МИФИ усилило взаимодействие между лицеем и университетом. По решению института была реструктуризована кафедра информатики лицея и закрыт набор в новые гуманитарные классы. Было открыто новое направление «Информационные технологии в экономике», что существенно увеличило набор учащихся в лицей. За очень короткий срок была возобновлена работа Совета лицея, а документация приведена в соответствие с законодательством.
С 2020 года лицей возглавляет Мазурина Марина Владимировна. Была направлена в лицей из Министерства образования.
В 2013 году в рамках Пилотного проекта Департамента образования города Москвы по организации профильного обучения в федеральных государственных организациях высшего образования (постановление Правительства Москвы № 566-ПП) создан Предуниверситарий НИЯУ МИФИ. Лицей входит в состав Предуниверситария НИЯУ МИФИ как структурное подразделение Университетский лицей № 1511 Предуниверситария НИЯУ МИФИ .

## Награды
- За заслуги в обучении и воспитании учащихся и многолетний добросовестный труд присвоено почётное звание «Заслуженный учитель Российской Федерации» преподавателю математики Александру Владимировичу Иванищуку[4].
- 8 ноября 2011 года лицей № 1511 вошёл в официальный рейтинг лучших школ Москвы, заняв в нём 19 место, и получил от столичных властей грант в размере 10 миллионов рублей[5]. По итогам 2011—2012 гг лицей в рейтинге спустился на 24 место[6]. По итогам 2012—2013 гг. лицей вышел на 27 место[7].
- По итогам 2019 года Лицей № 1511 занял 5-е место среди лучших школ города Москва по количеству выпускников, поступивших в ведущие вузы России, по версии RAEX.[8]

### Гранты мэра[9]
- В 2012 году Лицей № 1511 при НИЯУ МИФИ стал Лауреатом Гранта Мэра Москвы в номинации «Лучший научно-технический проект».
- В 2014, 2016 и 2017 годах Лицей № 1511 при НИЯУ МИФИ получал диплом первой степени Лауреата Гранта Мэра Москвы в сфере образования.

- В 2011, 2012, 2013, 2015 и 2018 годах Лицей № 1511 при НИЯУ МИФИ получал диплом второй степени Лауреата Гранта Мэра Москвы в сфере образования.
- В 2019 и 2020 годах Лицей № 1511 при НИЯУ МИФИ получал диплом третьей степени Лауреата Гранта Мэра Москвы в сфере образования.

## Традиции лицея

### Турслёт
Двухдневный туристический слёт — одна из самых известных традиций лицея. Проходит во второй половине сентября, в период бабьего лета. Подготовка к турслёту идёт в первой декаде сентября.
Турслёт — это инсценирование «посвящение» десятиклассников в лицеисты, проводимое учащимися 11-х классов и активом выпускников-студентов МИФИ. В ходе этого мероприятия учащиеся знакомятся друг с другом, с учителями; находят себе новых друзей и подруг; в коротких период раскрываются творческие способности школьников; классные коллективы становятся более сплочёнными.
Программа мероприятия очень насыщенная. Она включает в себя представление классных команд, эмблемы, конкурс праздничных обедов, бивуаки, а также вечерний конкурс песни, «Тропу» и спортивную эстафету. Самая интересная часть представления — Тропа — представляет собой театрализованную постановку и одновременно игру, в которой десятиклассникам предстоит пройти определённый маршрут, обозначенный чередой Точек (мест на Тропе) и преодолеть некоторые испытания, проявив смекалку, интеллект, физическую силу, сплочённость и взаимовыручку.
Действие турслёта происходит в лесу; при этом до него лицеисты добираются около часа на электричке от Москвы, а затем несколько километров пешком.

### Другие традиции
Среди других традиций лицея можно выделить праздник «Первого звонка», День учителя, День Пушкинского лицея (проходит 19 октября; в этот период происходит встреча лицеистов Москвы, которую проводит и организует с 2000 года МИОО, а с 1994 по 1999 организовывал Московский департамент образования).
Также существуют следующие традиции: День открытых дверей в феврале; День матери; Декада наук (проводится в апреле, начинается с интеллектуального конкурса «Звёздный час» — соревнования между классами); празднование Дня Победы и подготовка к празднику «Последний Звонок» и к выпускному вечеру.
Ещё одно направление творческого развития лицеистов — «Математические бои», то есть соревнования между классами (а далее и параллелями) по решению математических задач на скорость, корректность, полноту [решения] на состязательной основе (по аналогии «противостояния» адвоката и прокурора в суде).